# Gaius Claudius Pulcher (Konsul 177 v. Chr.)
Gaius Claudius Pulcher († 167 v. Chr.) war ein römischer Senator aus dem alten Patriziergeschlecht der Claudier und Konsul im Jahr 177 v. Chr. Er war auch ein erfolgreicher Feldherr.

## Familienverhältnisse und frühe Laufbahn
Gaius Claudius Pulcher war der dritte Sohn des Konsuls von 212 v. Chr., Appius Claudius Pulcher, sowie wahrscheinlich Vater des Konsuls von 143 v. Chr., Appius Claudius Pulcher.
Das erste Mal wird Gaius Claudius Pulcher in den Quellen für das Jahr 195 v. Chr. erwähnt, als er Augur wurde, ein Amt, das er bis zu seinem Tod 167 v. Chr. ausübte. Als praetor peregrinus fiel ihm 180 v. Chr. die Aufgabe zu, in Rom die Untersuchung in Fällen angeblicher Giftmorde zu führen.

## Konsulat
Zum Konsulat gelangte Claudius Pulcher 177 v. Chr. gemeinsam mit Tiberius Sempronius Gracchus. In Übereinstimmung mit dem Senat erließ er zunächst eine neue Bestimmung, welche die Stellung der italischen Bundesgenossen regelte. Da inzwischen die Konsuln des Vorjahres, Marcus Iunius Brutus und Aulus Manlius Vulso, in Istrien kriegerische Erfolge errungen hatten, fürchtete Claudius Pulcher, dem Istrien als Provinz zugefallen war, sich keine militärischen Lorbeeren mehr verdienen zu können. Ohne die üblichen religiösen Zeremonien abzuhalten und ohne Begleitung von Liktoren eilte er nach Istrien, stritt sich mit den Ex-Konsuln und forderte sie zum Verlassen der Provinz auf. Doch die Angegriffenen leisteten seinem Befehl nicht Folge und verlangten, dass er zuerst die traditionellen Riten in Rom nachholen müsse. Der wütende Claudius Pulcher drohte, sie gefesselt nach Rom zu schicken, doch verweigerte der Quästor des Manlius die Ausführung einer solchen Anordnung und auch das Heer stand hinter seinen bisherigen Feldherren. Claudius Pulcher blieb nichts anderes übrig, als über Aquileia in die Hauptstadt zurückzukehren. Dort absolvierte er hastig seine Pflichten, verließ Rom diesmal mit seinen Liktoren, übernahm in Aquileia ein neu ausgehobenes Heer und begab sich erneut in seine Provinz. Er entließ die alten Truppen und deren Kommandanten, die vorjährigen Konsuln, und setzte die von diesen begonnene Belagerung von Nesactium fort, dessen Einnahme ihm durch die Ableitung eines die Stadt mit Trinkwasser versorgenden und sie vor Angriffen schützenden Flusses gelang. Der König der Histrer, Epulo, beging Selbstmord. Auch zwei weitere Städte konnte Claudius Pulcher erobern, woraufhin die Histrer sich ergeben mussten.
Auf Weisung des Senates marschierte Claudius Pulcher sodann mit seinen Legionen in Ligurien ein, schlug die Ligurer vernichtend am Fluss Scultenna und überzog deren Land daraufhin mit einem Plünderungszug. Nach diesen militärischen Siegen durfte er in Rom einen doppelten Triumph über die Histrer und Ligurer abhalten.

## Spätere Karriere
Da die Ligurer die römische Kolonie Mutina erobert hatten, leitete Claudius Pulcher so rasch wie möglich die Wahlen der neuen Magistrate, bei denen u. a. die Konsuln Gnaeus Cornelius Scipio Hispallus und Quintus Petillius Spurinus gewählt wurden. Anschließend begab sich Claudius Pulcher nach Verlängerung seines Kommandos als Prokonsul wieder in seine Provinz und gewann Mutina zurück. Auf die Nachricht, dass die Ligurer die Kämpfe erneuert hatten, hob er zusätzliche Truppen aus und marschierte in Ligurien ein. Er folgte dann aber der Aufforderung des Petillius Spurinus, mit seiner Armee zu diesem zu stoßen, und bald danach kam auch der nachgewählte Suffektkonsul Gaius Valerius Laevinus mit seinem Heer zu ihnen. Den weiteren Anteil, den Claudius Pulcher am Krieg nahm, ist unbekannt, da die Hauptquelle, das 41. Buch der Römischen Geschichte des Historikers Titus Livius, an dieser Stelle eine größere Lücke aufweist.
Da Claudius Pulcher sich jedenfalls in vielen Kämpfen ausgezeichnet hatte, fungierte er 171 v. Chr. als Militärtribun des Konsuls Publius Licinius Crassus, als dieser den Dritten Makedonisch-Römischen Krieg gegen den letzten Makedonenkönig Perseus eröffnete.
Als weiteres bedeutendes Amt erhielt Claudius Pulcher 169 v. Chr. die Zensur, die er gemeinsam mit seinem ehemaligen Konsulatskollegen Tiberius Sempronius Gracchus ausübte. Sie versahen ihr Amt mit großer Strenge, gingen scharf gegen die Ritter vor und gerieten in Streit mit dem Volkstribunen Publius Rutilius, der sie wegen Perduellio anklagte. Insbesondere Claudius Pulcher war dadurch bedroht, doch rettete ihn die Solidaritätsbekundung des populäreren Gracchus vor einer Verurteilung durch die Volksversammlung. Gegen den Willen des Claudius Pulcher setzte Gracchus aber eine deutliche Beschränkung des Stimmrechts der Freigelassenen durch.
Nach der endgültigen Besiegung des Perseus gehörte Claudius Pulcher 167 v. Chr. einer Zehnmännerkommission an, der die Aufgabe zufiel, die politischen Angelegenheiten in Makedonien neu zu ordnen. Daher machte er sich auf den Weg dorthin, doch ereilte ihn noch im gleichen Jahr der Tod.